# Превоз опасних материја
Превоз опасних материја регулисан је Уредбом о превозу опасних материја у друмском и железничком саобраћају и Законом о производњи и промету опасних материја. Превоз у међународном саобраћају регулисан је међународним прописима:
- за друмски саобраћај (European Agreement on the International Road Transport of Hazardous Goods)
- за железнички превоз
- за поморски превоз
- за ваздушни превоз
- Препоруке о превозу опасних роба (општи документ Уједињених нација)

## Класификација опасних материја
Опасне материје су разврстане у девет категорија (класа)
- Класа 1. Експлозивне супстанце и предмети користе се за извођење експлозија и пиротехничких ефеката.
- Класа 2. Гасови под притиском, у течном стању или растворени под притиском
- Класа 3. Запаљиве течности
- Класа 4. Запаљиве чврсте материје
- Класа 5. Оксидирајуће супстанце (оксиданти, оксиданси)
- Класа 6. Отровне (токсичне) и инфективне супстанце
- Класа 7. Радиоактивне супстанце
- Класа 8. Корозивне супстанце
- Класа 9. Мешовите опасне супстанце

## Обележавање транспортних средстава које превозе опасне материје
На цистернама и возилима која се крећу путевима под међународном ADR регулативом на плакати (листици) која се на њима налази наведени су Кемлеров код (број дат у горњем делу) и одговарајући број дат Препоруком УН за транспорт опасних материја (број у доњем делу). Наранџаст чист плакат без бројева указује да возило превози опасан терет (бурад, пакети итд.) или се ради о танкеру са шароликом робом. Камиони односно цистерне које се крећу јавним путевима, а преносе материје опасне по људе и њихову животну средину, морају се обележити истоветним таблама са обе стране као и спреда и позади.

## Значење цифара Кемлеровог кода
| Прва цифра Кемлеровог кода указује на примарну опасност       | Друга и трећа цифра генерално указују на секундарне опасности   |
|                                                               | 0 Опасност је адекванто описана првом цифром                    |
| 2 Гас                                                         | 2 (Запаљиво) може испаравати                                    |
| 3 Запаљива течност                                            | 3 Пожарна опасност                                              |
| 4 Запаљиве чврсте материје                                    | 4 Пожарна опасност                                              |
| 5 Оксидирајуће супстанце или органски пероксиди               | 5 Оксидирајућа опасност                                         |
| 6 Токсична материја                                           | 6 Токсична опасност                                             |
| 7 Радиоактивна материја                                       | 7 Радиоактивна опасност                                         |
| 8 Корозивна материја                                          | 8 Корозивна опасност                                            |
| 9 Мешовите/Опасност по животну средину (инфективне, биолошке) | 9 Саморазлагање или бурне реакције настале услед полимеризације |
| Реагује опасно са водом                                       |                                                                 |

## УН број
УН број је четвороцифрен и идентификује опасну материју. Свака опасна супстанца има свој јединствен УН број (Пример: за бензин је 1203). УН бројеви иду у опсегу од 0001 до 3500 и представљају део општег документа Уједињених нација у виду Препорука о превозу опасних роба.